# Anna Liszt
Maria Anna Liszt, ou Lager de son nom de jeune fille, née le 9 mai 1788 à Krems an der Donau en Autriche et morte le 6 février 1866 à Paris, est la mère du compositeur Franz Liszt.

## Biographie
En 1788, Anna Maria Lager, naît au numéro 5 de la Dominikanerplatz de Krems an der Donau, dans une famille nombreuse : elle est la neuvième de dix enfants. Son père, Matthias Lager (1715–1796) boulanger à Krems, alors âgé de 73 ans, meurt quelques années seulement après la naissance d'Anna Maria. Son grand-père paternel était Matthias Lager senior (1660–1718). 
À l'âge de 9 ans, Anna Lager perd également sa mère et s'installe avec l'un de ses frères aînés à Mattersburg, où elle travaille comme femme de chambre pendant 11 ans. Elle épouse Adam Liszt le 11 janvier 1811 à Unterfrauenhaid. Adam était pianiste amateur, violoncelliste et fonctionnaire à la cour du prince Esterházy.
Le fils du couple, Franz, pianiste concertiste, compositeur et professeur de piano, est né le 22 octobre 1811 à Raiding, alors en Hongrie. Sa maison natale est depuis 1979 transformée en musée.
Des années plus tard, lorsque Franz voyagera en Europe avec sa maîtresse, Marie d'Agoult, c'est Anna qui s'occupera des enfants de Franz, Cosima, Blandine et Daniel. Anna Maria Liszt meurt à l'âge de 78 ans à Paris, au domicile de sa petite-fille Blandine, épouse d'Émile Ollivier.